# قصف بيلغورود 2023
في يوم السبت الموافق 30 ديسمبر من عام 2023، تعرضت مدينة بيلغورود الروسية القريبة من الحدود الروسية الأوكرانية لقصف صاروخي ومدفعي عنيف إستهدف أماكن مختلفة منها، وتبين لاحقا أن الهجوم لم يستهدف أية مواقع عسكرية. قتل خلال الهجوم 24 مدني وأصيب 108 مدني آخرين فضلا عن تعرض البنية التحتية للمدينة لأضرار مختلفة ومتباينة المستوى. وقالت روسيا أنها أسقطت طائرات مسيرة مختلفة الأنواع في مدن أخرى في نفس اليوم. وقع الهجوم بعد يوم واحد من هجوم روسي إستهدف مناطق مختلفة وعديدة في مختلف أنحاء أوكرانيا، واتهمت روسيا أوكرانيا بأنها من نفذ الهجوم، وإتهمت روسيا كلا من الولايات المتحدة والمملكة المتحدة بأنهم شاركوا بالهجوم. توعد الجيش الروسي بالرد العنيف على الهجوم وقال بأن هذا الهجوم «لم يمر دون عقاب».